# Mango-Kult

Eine ausgestellte Sindhri-Mango

Der Mango-Kult (Hochchinesisch: 芒果崇拜) war die Verehrung oder Anbetung von Mangos in China während der Zeit der Kulturrevolution. Am 5. August 1968 gab Mao Zedong eine Kiste Sindhri Mangos, welche ihm vom pakistanischen Außenminister Mian Arshad Hussain gegeben wurden, dem Arbeiter-Bauern Mao Zedong Gedanken-Propagandateam stationiert an der Tsinghua-Universität.
Danach wurden Mangos ein Symbol für Maos Warmherzigkeit. Anstatt gegessen zu werden, wurden die Mangos zur Anbetung in Formaldehyd konserviert oder in Wachs versiegelt. Maos Geschenk an die Arbeiter und der Aufstieg des Mango-Kults traf zeitlich zusammen mit einer Veränderung in der Kulturrevolution, als die Arbeiterklasse begann sie anzuführen.

## Geschichte
Im Mai 1966 rief Mao Zedong die Kulturrevolution in China aus. Ein Nebenprodukt der Kulturrevolution war die Bildung verschiedener Pro-Mao-Studentengruppen, die als Rote Garden bekannt waren. Obwohl sie die maoistische Ideologie teilten, kam es  häufig zu gewalttätigen Rivalitäten zwischen den Gruppen.
Im Frühling 1968 brach an der Tsinghua-Universität ein Konflikt aus, der als der Hundert-Tage-Krieg bekannt wurde. Am 27. Juli 1968 schickte Mao 30.000 Fabrikarbeiter aus Peking, die als Arbeiter-Bauern Mao Zedong Gedanken-Propagandateam bekannt wurden, um den Konflikt zu beenden. Ein halbes Dutzend Arbeiter wurde getötet und über 700 wurden verwundet. Dies veranlasste Mao, die Roten Garden am nächsten Tag offiziell aufzulösen.
Am 5. August 1968 besuchte der pakistanische Außenminister Mian Arshad Hussain Mao und schenkte ihm eine Kiste mit Sindhri-Mangos. Eine konkurrierende Entstehungsgeschichte behauptet, dass der Schenker der Mangos ein Burmese war. Mao schenkte sie weiter an die Arbeiter, die in der Tsinghua-Universität stationiert waren. Dass er sich weigerte, die Früchte selbst zu essen, wurde als persönliches Opfer zum Wohle der Arbeiter angesehen. Die Arbeiter glaubten, dass die Mangos ein Symbol für die Dankbarkeit Maos waren. Das Geschenk der Früchte fiel mit der Übertragung der Führung der Kulturrevolution von der chinesischen Intelligenzija auf die Arbeiterklasse zusammen.
Nur sehr wenige Menschen in dieser Region Chinas wussten damals, was Mangos sind, was dazu führte, dass viele Menschen die Frucht mit Ehrfurcht betrachteten und sie mit den Pfirsichen der Unsterblichkeit aus der chinesischen Mythologie verglichen.
Die Original-Mangos wurden mit Chemikalien wie Formaldehyd konserviert und in verschiedenen chinesischen Hochschulen ausgestellt. Die Arbeiter begannen bald, Wachsmodelle von Mangos zu verehren und sie im ganzen Land zur Schau zu stellen und jeden, der sie nicht respektierte, als Konterrevolutionäre zu bestrafen. Dr. Han, ein Zahnarzt aus Fulin sah die Mango und sagte, sie sei nichts Besonderes und sähe aus wie eine Süßkartoffel. Er wurde wegen böswilliger Diffamierung vor Gericht gestellt, für schuldig befunden, öffentlich in der Stadt vorgeführt und dann mit einem Kopfschuss hingerichtet.
Ein riesiger Festwagen in Form eines Mangokorbs wurde am 1. Oktober 1968 während der Parade zum chinesischen Nationalfeiertag auf dem Tian’anmen-Platz aufgestellt.
Nachbildungen von Mangos aus Wachs und Plastik waren sehr gefragt. Es wurden verschiedene Produkte mit Mango-Motiven verkauft, z. B. Bettlaken, Schminkständer, Emaille-Tabletts und -Tassen, Federmäppchen, Seife mit Mango-Duft und Zigaretten mit Mango-Geschmack, oft begleitet von patriotischen Slogans und Abbildungen von Mao. Eine Reihe von Medaillons wurde zum Gedenken an Maos Geschenk der Mangos hergestellt, und Mao-Abzeichen wurden mit dem Bild einer Mango unter seinem Gesicht hergestellt.

## Niedergang des Kults
Nach mehr als einem Jahr war der Kult um die Mango deutlich zurückgegangen, und einige Leute begannen sogar, Wachsmangos als Kerzen zu verwenden, wenn der Strom ausfiel.
Als Imelda Marcos, die First Lady der Philippinen, 1974 China besuchte und eine Kiste mit Mangos als Geschenk mitbrachte, versuchte Maos Frau Jiang Qing, die Verehrung der Mangos wiederzubeleben, indem sie die Kiste erneut an die Arbeiter verschenkte. Jiang Qing drehte später einen Propagandafilm mit dem Titel Das Lied der Mangos. Bevor der Film jedoch fertig gestellt war, starb Mao Zedong, womit die revolutionäre Galionsfigur der Kulturrevolution verloren ging. Nur eine Woche nach der Veröffentlichung des Films wurde Jiang Qing verhaftet und Das Lied der Mangos aus dem Verkehr gezogen. Dies markierte das Ende des Mango-Kults.
Mangos sind in China inzwischen weit verbreitet und gelten als gängiges Konsumgut.